# 鐵國山
23°37′29″N 120°35′31″E / 23.624709°N 120.591946°E
铁国山是指1896年以簡義（字精華）和柯鐵（号鐵虎）等人为首领，以雲林古坑大坪頂为根据地，武装抗击日本统治台湾的反抗軍事組織。

## 历史
1895年清政府与日本签订《馬關條約》，將台灣省割讓給日本。1896年夏云林县义民以云林县梅坑（今嘉义县梅山乡）人簡義为首领，首領包括柯鐵等20多人，义民来投者千余人。義軍以云林东边之大坪顶山區为基地进行战斗，又因此山山勢險峻，遂將之改称「铁国山」，意思是「坚如钢铁，无人能攻克」的地方。
1896年6月14日，简义于铁国山召开大会，丰备牲礼，祭告天地，称「天運」元年，树起「祷捷上帝」、「奉清征倭」的旗帜，自立为“九千岁”，向百姓征收粮食并约定维护治安，各地义军纷起响应。
6月15日，铁国山将领率700人围攻南投街，切断电信电话线。南投街日军选派敢死兵二人，偷越抗日军包围圈求救，在草鞋墩被当地抗日军捕杀。南投日军又派步兵、宪兵各一人，乘黑夜越山迂回，经彰化抵台中求救。台中日军防务吃紧，只能派出步兵两个小队、山炮两门，经彰化越山，于7月3日凌晨赶到南投街外，从高处轰击抗日军阵地。被围日军发动反攻，抗日军抵挡不住山炮的威力，7月3日撤围，返回铁国山。
6月30日，抗日军正在包围南投之际，简义自率600多人，以迅雷不及掩耳之势，突然下山，猛攻云林县治。云林守军佐藤少佐仓皇失措。
7月1日，抗日军增加到2000多人，把云林县围得水泄不通，逐渐逼近市街。佐藤见防守不住，仓促撤退到大莆林。抗日军光复云林，为台湾抗日战史上最光荣的一次战役。捷报传出，各地抗日军欢欣鼓舞，奋勇杀敌；各地义民纷纷起义，杀死宪兵、警察无数。驻鹿港日军有守备队500余人，因彰化等地警报频传，故按兵不动，不敢去救援云林。鹿港是引日军进台北城的辜显荣的故乡。他看到各地抗日军声势浩大，就在鹿港募集壮丁近千名，编为日军别动队。
7月8日，简义部下刘狮、杨胜率抗日军300人，在雷电交加、大雨滂论中潜入鹿港街，烧毁日军防御设施。抗日军还攻占了距彰化不远的番婆庄。抗日军见日军大队人马集中云林，知无力久守，于7月13日撤出云林，各路抗日军也徐徐退回铁国山。 
日军于6月中旬派遣中村中尉，率20多人侦察铁国山地势。柯铁率众截击，除逃走二三人外，全部被歼。日军再遣佐藤大队围攻铁国山。铁国山抗日军坚守要塞，不出战，日军难于进攻。台中守备队益田中佐，带步兵一联队进入斗六街，在云林各地大屠杀5天，对多个村庄遭劫，4900多户受害，被残杀的人数近3万人，史稱雲林大屠殺。其中受害最惨重的斗六街等地，不论男女老幼，全被杀尽。
6月29日，同铁国山有密切联系的集集地区，600多抗日义民起义，袭击日軍宪兵屯所。宪兵屯所设在神庙内，抗日军爬上屋顶朝下射击，宪兵打开门后夺路逃命，15名宪兵除1人漏网外，全部被围庙的抗日义民歼灭。
日军鉴于6月对云林惨无人道的大屠杀使得人心激变，导致云林被抗日军攻克，因而改用怀柔政策，由台湾总督府派遣古庄内务部长到云林招抚、赈穷、调查户口，设临时保良救恤所于广福庙，并让辜显荣、陈绍年参加，协助日军招抚工作。
铁国山首领简义，在辜显荣、陈绍年二人的劝降下，10月5日，独自一人下山归顺。
简义叛离后，劉德杓、黄才、张吕赤、赖福来等首领，共举柯铁为铁国山“总统”（全称“奉天征倭镇守台湾铁国山总统各路义勇军”），称「霸王」。柯铁抗日坚决，勇敢果断，众人心悦诚服，视同生死，绝不降日。众将领分头负责备战，军饷粮食，皆取于民，几所收获。十抽其一。保护地方治安，无忧于民。
10月25日，抗日军向斗六街及各地颁送抗日檄文。
台湾总督桦山资纪见铁国山声势浩大，下令组织大规模讨伐军，太田大队长前去征讨。太田受桦山资纪严令，下最大决心，不惜牺牲，势在必克。
1896年12月12日，太田率领军、警、宪数千人，直奔铁国山。
13日，抗日军在后头仔山包围日军侦察队，歼敌过半。
14日在吊境庄、二坪仔庄截击日军，经过激战，终于击退来犯之敌。
15日，日军在二坪仔庄南面高地架设大炮两门，掩护各路兵马进军。抗日军在途中埋伏，打死不少日军。日军冒死侦察进山路径。
24日，日军冒险进攻二坪仔庄。日军向铁国山发动总攻，二坪仔庄是进入铁国山必经之地，不幸被日军攻占。抗日军的头道防线及二道防线先后失守，顽强坚守最后的顶界线，猛烈抵抗。日军援兵源源而至，集中火力炮击铁国山本垒。柯铁见敌来势太凶，知难以防守，为避免无谓牺牲，便化整为零，分散退入深山，待机再起，次年往嘉义温水溪（今嘉義縣中埔鄉）依附黄国镇。铁国山失陷后，避入深山的抗日军，并没有停止战斗。他们化装分散下山，潜入各地，召集抗日队伍，时时向宪兵屯所和警察派出所游击。
1897年一年中，中部台湾发生的抗日游击战，难以计数。
1897年11月间，柯铁又聚集抗日义民500多人，占触口山为基地。12月11日，日军集中云林、台东、嘉义各处守备队，加上大炮队，猛攻触口山。抗日军奋起应战，激战中战死12人，伤56人，被俘25人。柯铁负伤退入深山。日军凭借猛烈炮火，付出惨重代价，才占领了触口山。
1898年1月，柯铁、刘德杓、林发等，招集抗日军700多人据守大鞍庄。
2月中旬，日军以守备步兵第四联队长为讨伐司令，派宪兵将校以下军官74人参加，编成大中小数队。
3月9日集结于林圮埔，11日，从东、西、北三面包围攻击。大鞍庄位于断崖绝壁之上，地势险要。抗日军充分利用地形，上下打击敌人，激战数日，毙敌几十人。但终因火力不足，再次退入深山。日军不敢追赶。柯铁时常率部下山，对林圮埔、南投、东势角等地日军频频展开游击战，出没无常，日军防不胜防，战战兢兢，日夜戒严。
1898年5月，儿玉源太郎任台湾总督，后藤新平就任民政长官。到任后，检讨过去，认为用武力对付抗日军是劳而无功，决定采用招抚政策。为达到消灭抗日军的目的，不择手段地进行劝降、欺骗。日本人令辜显荣会同嘉义林武琛，专门探查柯铁的动静，更透過斗六街吴克明、郑芳春等人，劝诱柯铁出降，许以优厚条件。
1899年，台湾总督府开出三大条件招降柯铁，内容为：
- 一、为自卫及维持治安，允许四大头各保有三十人的部属。
- 二、总督府每月发给四大头各三十圆，部下一百二十人各十圆。
- 三、撤退驻铁国山的日军守备队，把此地还给柯铁。

柯铁最终于1899年3月23日接受总督府派来的策士白井新太郎所提的归顺条件而归顺。虽是归顺，但仍然保有一定的武装力量，且尚存枪支600挺及子弹3万发。柯铁的部下60人，其势力以云林地方为中心，南至嘉义东堡49庄，北至台中葫蘆墩（丰原）。张吕赤、赖福来、黄才也各据一方、以溪州、打猫、斗六为各个的势力范围。
柯铁归顺后，日方一味监视柯铁等人的行动，毫无履行和议的诚意，迫害柯铁等人的阴谋，也日趋明显。日军借口柯铁等有拥兵造反图谋，明里暗里集结兵力，包围柯铁等人的住处。柯铁被迫，再起反日，无奈人员分散，部署疏少，日臻险境。
遂于1899年10月，离开苦苓脚庄，移居到打猫东顶堡竿蓁村岩窟中。
1900年2月9日，病重不治而死。柯铁死后，铁国山的统领由简水寿继任。
日军在1900年5月编成军宪警混合部队，突袭张吕赤、赖福来、黄才、刘荣、陈提和简水寿等原属铁国山的抗日首领，格杀黄才及100余人部属，柯铁义军旋即遭台湾总督府派兵陆续剿灭。
1902年5月25日時日本台灣總督兒玉源太郎與民政長官後藤新平設下鴻門宴，假藉招降之名並屠殺在場的義軍，除了简水寿外的265位參與者當場遭到殺害，史稱歸順會場事變。

## 紀念

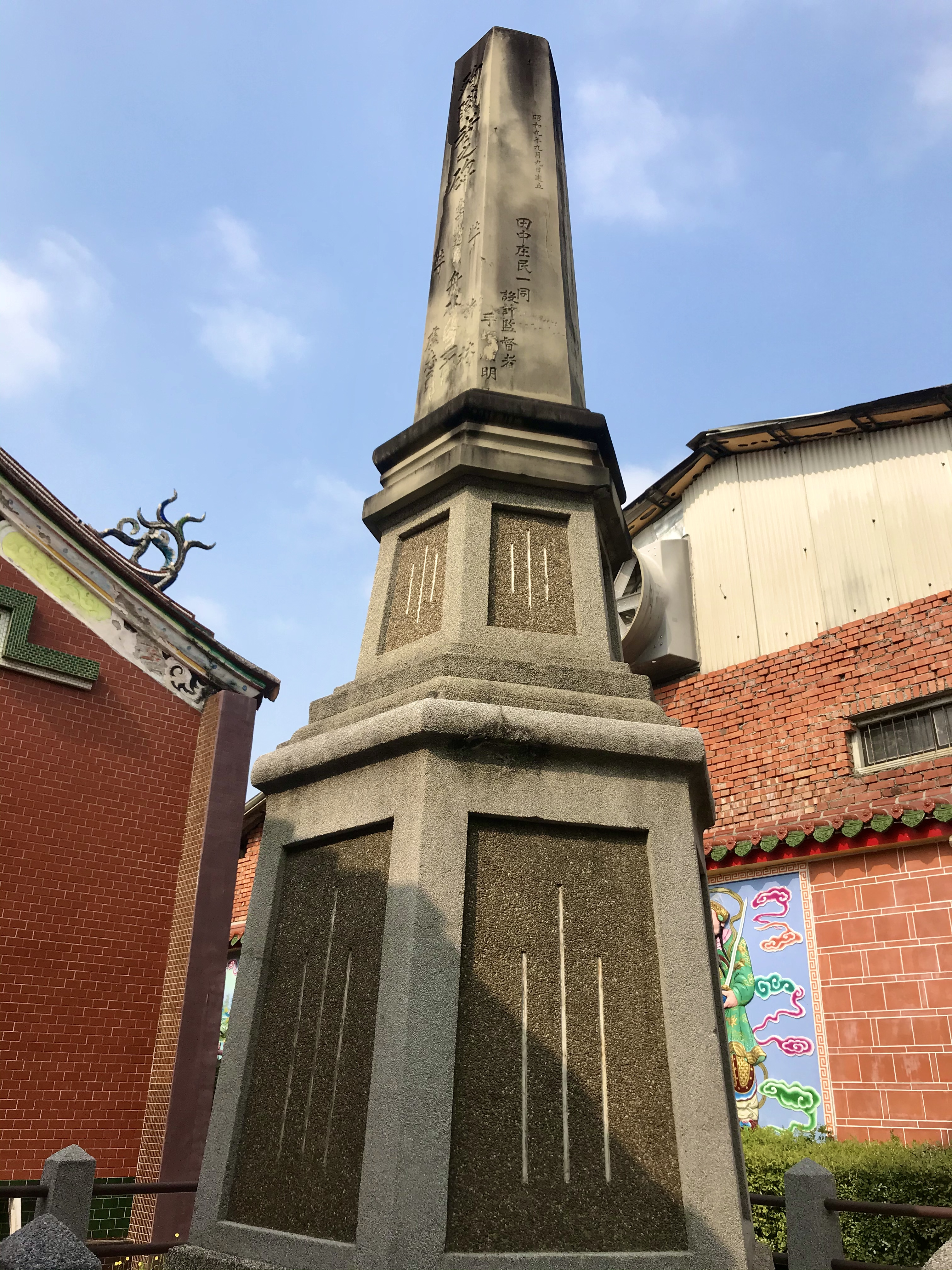
田中（天受宮）殉職者之碑

- 彰化縣田中鎮田中舊街天受宮旁設有於1934年所立之田中（天受宮）殉職者之碑，該碑為紀念1900年9月9日第二期抗日游擊戰期間，柯鐵部屬張呂赤、張呂良率眾百名民軍襲擊沙仔崙派出所事件，導致派出所內的日人巡查舟喜幾久三郎及壯丁三人殉職之紀念。該碑於2012年5月23日由彰化縣政府公告登錄為彰化縣歷史建築。[5]